# مارك فيلو
مارك فيلو (بالإنجليزية: Mark Philo)‏ هو لاعب كرة قدم بريطاني في مركز الوسط، ولد في 5 أكتوبر 1984 في براكنيل في المملكة المتحدة، وتوفي في 14 يناير 2006 في ريدنغ في المملكة المتحدة بسبب حادث مرور. لعب مع ويكمب وندررز.

## وصلات خارجية
- مارك فيلو على موقع قاعدة بيانات كرة القدم.إي يو (الإنجليزية)
- مارك فيلو على موقع Soccerbase.com (لاعب) (الإنجليزية)